# 埃爾芬魏爾湖
47°50′34″N 9°46′06″E / 47.84266°N 9.76845°E
埃爾芬魏爾湖（德語：Elfenweiher），是德國的湖泊，位於該國西南部，由巴登-符騰堡州負責管轄，處於貝加特羅伊特，面積0.02平方公里，海拔高度599米，平均水深1.7米，最大水深3.9米，水體容量3.7萬立方米。